# Тушинская (станция метро)
«Ту́шинская» — станция на Таганско-Краснопресненской линии Московского метрополитена, между станциями «Сходненская» и «Спартак». Расположена в московском районе Покровское-Стрешнево недалеко от исторического центра бывшего города Тушино.

## История
Станция открыта 30 декабря 1975 года в составе участка «Октябрьское Поле» — «Планерная», после ввода в эксплуатацию которого в Московском метрополитене стало 103 станции. Названа по историческому району Тушино и бывшему одноимённому городу.
В 1991 году предлагалось изменить название станции на «Тушино».

## Вестибюли и пересадки
Станция имеет два подземных вестибюля — северный и южный. На одном конце к северному вестибюлю имеются эскалаторы, на другом к южному вестибюлю — общая лестница. Северный вестибюль соединён с подземным переходом под железной дорогой, имеющим выходы на проезд Стратонавтов, платформу Тушинская МЦД-2 и Тушинскую улицу. Выход из южного вестибюля осуществляется в подземный пешеходный переход под Тушинской площадью, проходящей от проезда Стратонавтов до Волоколамского шоссе. Через южный вестибюль можно пройти на 2-й Волоколамский проезд.
18 февраля 2020 года был установлен крытый навес для организации пересадки на станцию МЦД-2 по принципу «сухие ноги».

## Техническая характеристика
Станция «Тушинская» — колонная трёхпролётная мелкого заложения (глубина — 10,5 метра), сооружена по типовому проекту из сборных конструкций. Архитекторы — И. Г. Петухова, В. П. Качуринец, инженеры-конструкторы — Л. В. Сачкова, Э. Чернякова. Скульптор: И. Дараван. Ширина платформы — 10 метров. Шаг колонн — 6 метров.

## Оформление
Путевые стены покрыты светлым мрамором «коелга» (цоколь — чёрным гранитом) и украшены орнаментальным фризом из стеклокристаллита. Пол выложен «жежелевским» серым и «капустянским» красно-коричневым гранитом, колонны облицованы серо-голубым мрамором «уфалей». Тематические вставки на дверях кабельных шкафов посвящены эпизодам Великой Отечественной войны — защите Москвы на Волоколамском направлении. Фасады наземного вестибюля облицованы «горовским» мрамором из-под распила, колонны кассового зала — зелёным мрамором «змеевик».

## Фотографии и видео
| - Зал станции. 30 мая 2010. - Посадочная платформа. 30 мая 2010. - Вид на станцию от выхода в город. 30 мая 2010. - Прибытие поезда на станцию метро Тушинская |

## Пассажиропоток
Станция довольно сильно загружена из-за увязки её с платформой МЦД-2, также используется жителями Красногорска. Пассажиропоток станции за 1 квартал 2023 года по данным Портала открытых данных Правительства Москвы: 40,3 тыс. чел. в сутки на вход и 38,6 тыс. чел. в сутки на выход.
Также до станции метро Тушинская могут добраться жители Химок и Зеленограда. 11 февраля 2013 года запущен экспресс-маршрут автобуса под номером 400т «16-й микрорайон Зеленограда — метро „Тушинская“».

## Наземный общественный транспорт

### Городской
На этой станции можно пересесть на следующие маршруты городского пассажирского транспорта:
- Автобусы: е30, е30к, 88, 210, с348, 356, 400т, 488, 614, 631, 640, 741

### Областной
Пригородные автобусы и маршрутные такси:
- 120: Тушинская — Госпиталь (Красногорск)
- 120к: Тушинская — МЦД Опалиха (Красногорск)
- 151: Тушинская — Деревня Захарково
- 209к: Тушинская — Микрорайон Южный (Красногорск) — ЖК «Лесобережный»
- 436: Тушинская — Дом Правительства Московской области (Красногорск)
- 540: Тушинская — Бузланово
- 541: Тушинская — Николо-Урюпино
- 542, 542п: Тушинская — Госпиталь (Красногорск)
- 549: Тушинская — 62-я городская больница
- 566к: Тушинская — Микрорайон Чернево (Красногорск)
- 568к: Тушинская — Посёлок Новый
- 575: Тушинская — Митино Дальнее
- 856: Тушинская — Ильинский бульвар (Красногорск)
- 1233к: Тушинская — Павшинский бульвар (Красногорск)

Загородные и междугородние автобусы:
- 307: Тушинская — Волоколамск (Автовокзал)
- 372: Тушинская — Станция Истра
- 450: Тушинская — Восход — Покровское — Руза (Автостанция)
- 455: Тушинская — Звенигород — Тучково — Руза (Автостанция)
- 464: Тушинская — Шаховская (Автостанция)
- 467: Тушинская — Лотошино (Автостанция)

## Станция в искусстве
Станция упоминается в книге Дмитрия Сафонова «Метро». В одноимённом фильме, созданном по мотивам книги, показана как несуществующая станция метро «Садовая» на «Кольцевой» линии.

## Станция в цифрах
Пассажиропоток станции за 1 квартал 2023 года по данным Портала открытых данных Правительства Москвы: 40,3 тыс. чел. в сутки на вход и 38,6 тыс. чел. в сутки на выход.
- Таблица времени прохождения первого поезда через станцию[7]:

| По чётным числам                | Будние дни | Выходные дни |
| По нечётным числам              | Будние дни | Выходные дни |
| В сторону станции «Спартак»     | 05:46:00   | 05:46:00     |
| В сторону станции «Спартак»     | 05:46:00   | 05:46:00     |
| В сторону станции «Сходненская» | 05:51:00   | 05:51:00     |
| В сторону станции «Сходненская» | 05:49:00   | 05:49:00     |